# Kaliningrad
Kaliningrad, före 1946 Königsberg, (ryska: Калининград, IPA: [kəlʲɪnʲɪnˈɡrat] ( lyssna)), (tyska: [ˈkøːnɪçsbɛʁk] ( lyssna), ryska: Кёнигсберг, IPA: [ˈkʲɵnʲɪɡzbɛrk]), polska: Królewiec, är en stad i Kaliningrad oblast, den ryska exklaven som ligger mellan Polen och Litauen vid Östersjön. Folkmängden uppgår till cirka 450 000 invånare.
Under namnet Königsberg var staden tidigare huvudstad i den tyska provinsen Ostpreussen och längre tillbaka var staden hertigdömet Preussens huvudstad. Efter att sovjeterna hade fördrivit de etniska tyskarna och annekterat staden efter andra världskriget, ville den nya regimen inte ha kvar det monarkiskt klingande namnet (Königsberg betyder Kungsberg) utan uppkallade i stället staden efter kommunisten Michail Kalinin. En del av invånarna använder Königsberg som namn på staden och en debatt förs om en officiell återgång till det gamla namnet.

## Namnet
Fram till 1946 var Königsberg även det ryska namnet på staden, men det bytte Sovjetunionen ut mot Kaliningrad på grund av att det var ett monarkiskt klingande namn. Staden fick sitt namn efter den sovjetiska kommunistiske politikern Michail Kalinin. Staden har behållit sitt sovjetiska namn, till skillnad från andra städer uppkallade efter bolsjeviker som sedan Sovjetunionens fall i augusti 1991 återfått sina ursprungliga namn, till exempel Sankt Petersburg, förut Leningrad. I maj 2023 beslutade Polen om att byta stadens namn till Królewiec på polska, vilket är den polska översättningen av det tyska namnet Königsberg.. Samma sak gjordes i Litauen där staden kallas för Karaliaučius. I september 2023 bytte Estland namn på staden till Königsberg

## Historia

### Königsberg
Platsen för det som utgör Kaliningrad grundades som ett militärt fort 1255 av Tyska orden. Platsen befolkades till övervägande del av tyskar, medan polacker, litauer och letter utgjorde minoriteter. Stadens universitet grundades 1544.
Bland namnkunniga, födda i staden, märks filosofen Immanuel Kant och författaren och kompositören E.T.A. Hoffmann.

### Sovjettiden
År 1946 blev regionen en del av Ryska SFSR och Sovjetunionen och namnet ändrades till Kaliningrad efter Michail Kalinin. Kaliningrad var fram till Sovjetunionens fall huvudbas för den sovjetiska Östersjöflottan. Från 1950-talet blev staden ett militärt spärrområde och fram till 1992 var det svårt för utlänningar att besöka staden. Samtidigt byggdes staden åter upp men ändrades radikalt då en sovjetisk mönsterstad utan sin historiska bakgrund planlades. 1969 följde sprängningen av de resterande delarna av Königsbergs slott. Den tidigare innerstaden som låg i ruiner ersattes av grönområden och höghusområden.

### Ryssland

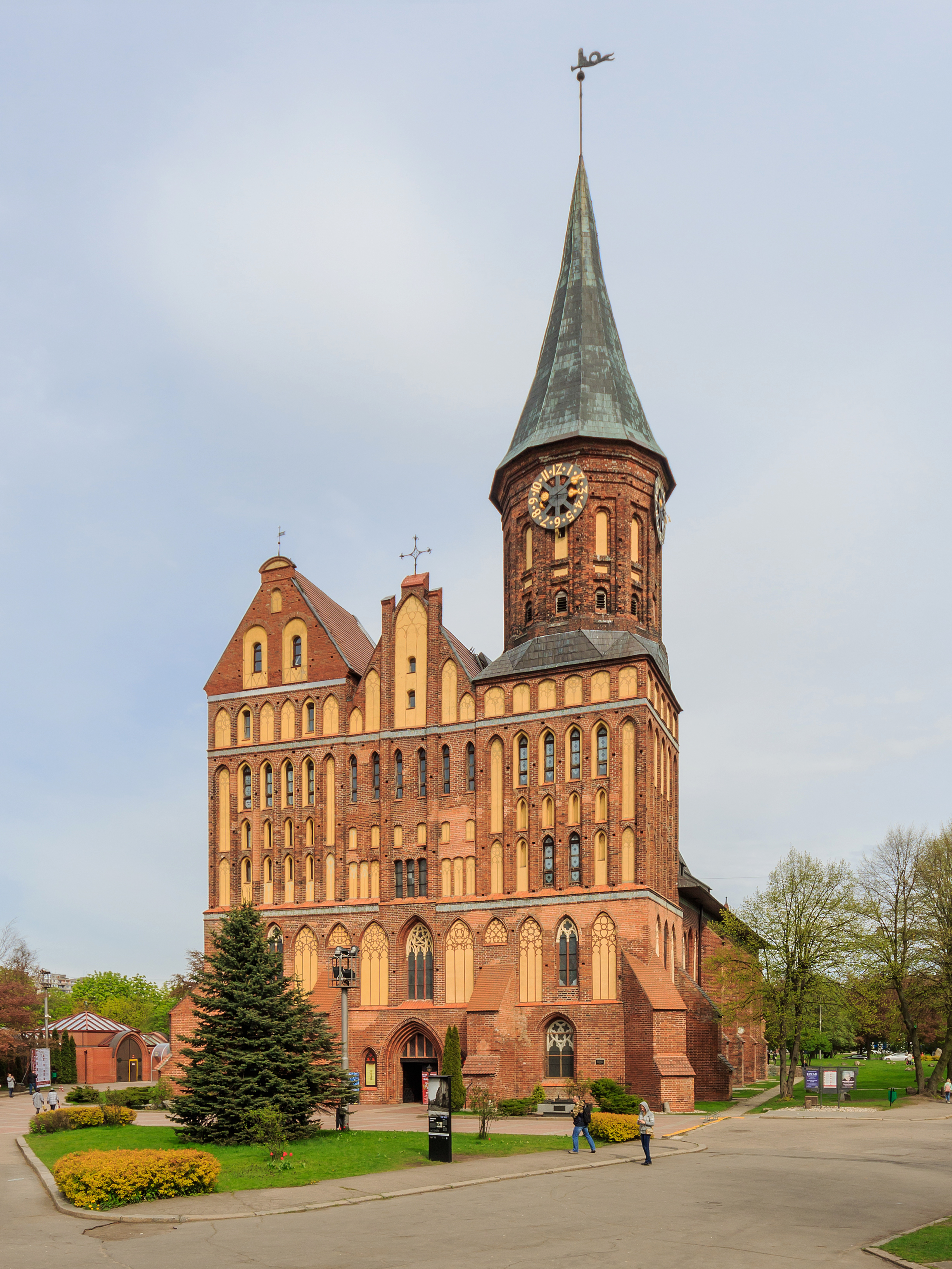
Domkyrkan

I samband med stadens 750-årsjubileum 2005 restaurerades Domkyrkan och järnvägsstationen. Stadens centrum vid Segerplatsen byggdes om. I närheten av domkyrkan har man byggt upp ett affärscentrum i historisk stil som knyter an till de gamla hansastäderna men även Moskva och Sankt Petersburg. Det finns även planer på att återskapa den tidigare gamla stan.
Staden har även blivit plats för tillverkning, bland Avtotor som tillverkar för BMW, General Motors och Kia för den ryska marknaden. Inför världsmästerskapet i fotboll 2018 uppfördes en ny fotbollsarena i staden.

## Kultur och sevärdheter

### Historiska byggnader
Det gamla preussiska kungliga slottet skadades svårt under kriget och de sovjetiska myndigheterna lät riva ruinerna. Ett stadshus av betong kallat Sovjeternas hus byggdes senare på platsen; dock avbröts bygget på 1980-talet och har aldrig färdigställts, även om fasaden gjordes i ordning 2005. Bland övriga äldre byggnader som förstördes under andra världskriget märktes domen från 1300-talet, det gamla rådhuset, även det från 1300-talet, samt två av stadsmurens torn Gelber Turm och Blauer Turm. men domkyrkan har senare restaurerats. Åren 1996–2006 byggdes en ny stor katedral, Kristus-Frälsarens katedral, den första större rysk-ortodoxa kyrkobyggnaden i Kaliningrad, som blir den näst största i Ryssland. Brandenburger Tor en del av stadsmuren finns kvar sedan 1600-talet.

### Idrott

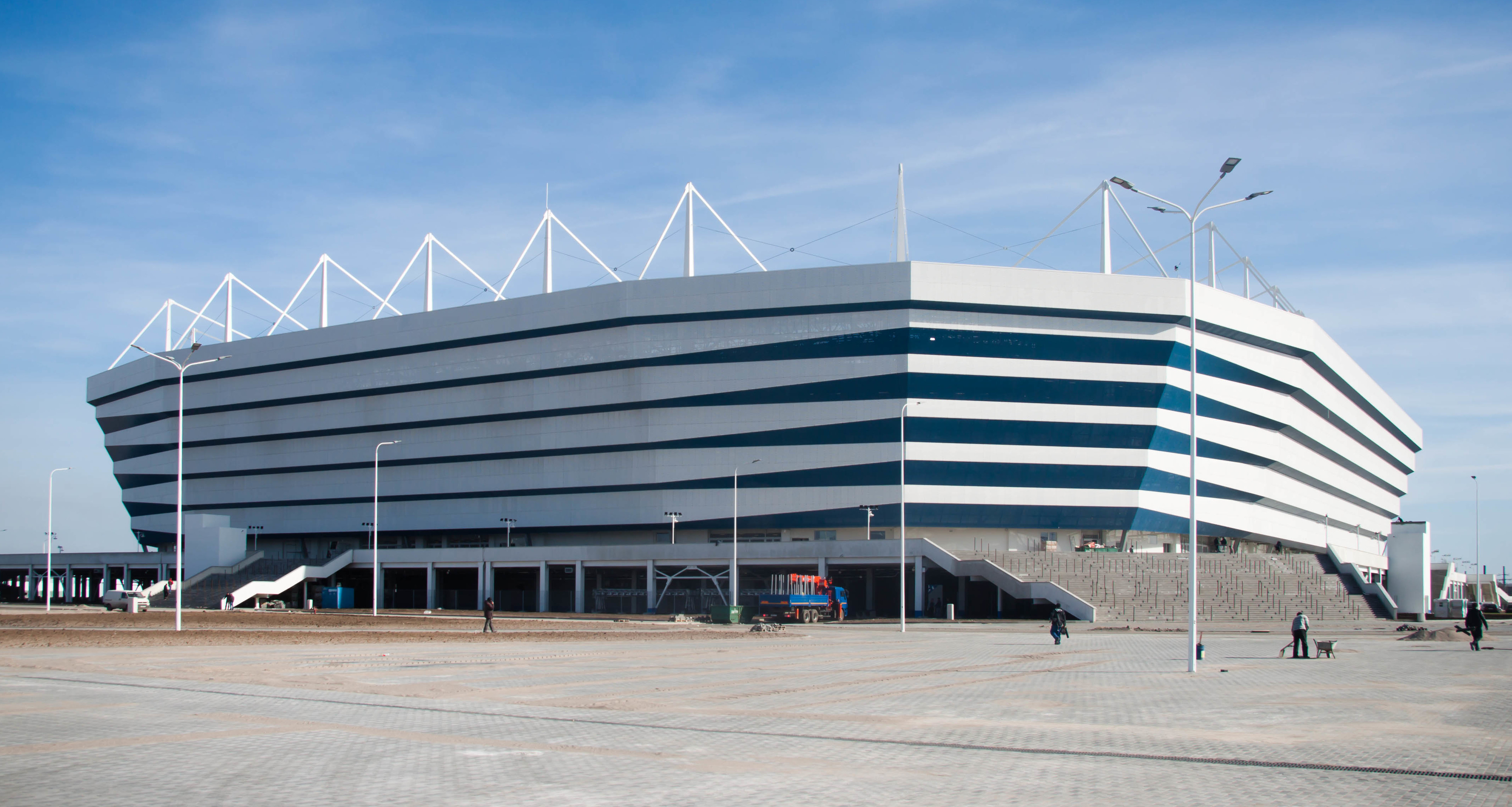
Den nyuppförda Kaliningradstadion inför fotbolls-VM 2018.

Stadens mest framgångsrika fotbollsförening är FC Baltika Kaliningrad, vars herrlag 2018 spelar i den ryska näst högsta ligan och tidigare även spelat i högsta ligan. Kaliningrad var en av värdstäderna för Fotbolls-VM 2018 i Ryssland. Inför VM uppfördes en helt ny fotbollsarena, Kaliningrad Stadion, med plats för 35 000 åskådare.

### Museer
Kaliningrad har många museer, bland annat Immanuel Kant-museet och domkyrkomuseet. Museet för historia och konst har en omfattande samling och Bärnstensmuseet har en stor samling av bärnstenssmycken. Även stadens konstgalleri har omfattande utställningsverksamhet.
Världshavsmuseet är inrymt på ett tidigare forskningsfartyg vid floden och visar utställningar om havsforskning samt världshavens flora och fauna. På en ubåt finns även en utställning om den ryska ubåtsflottan.

### Teater

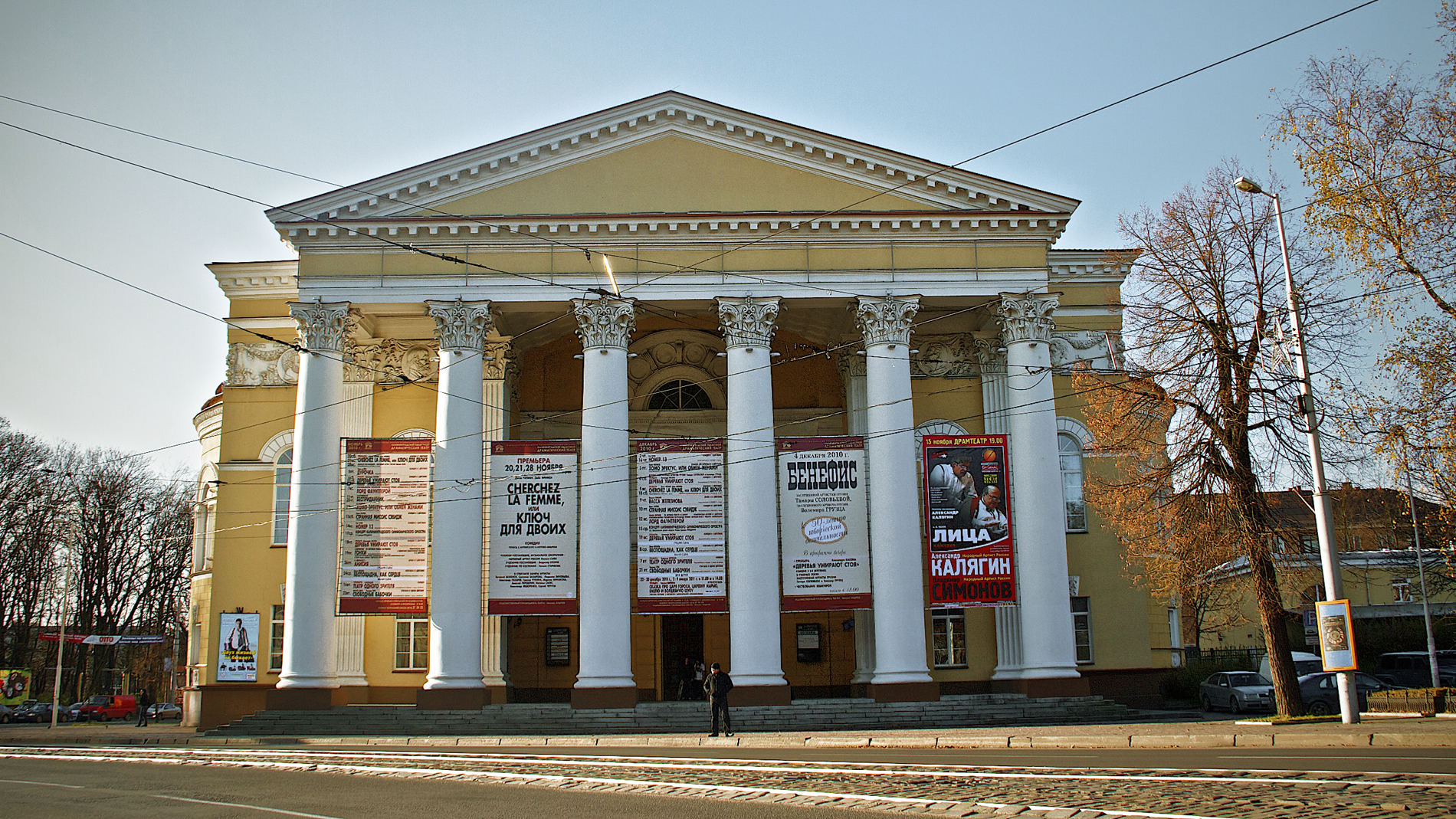
Kaliningrads dramatiska teater

Kaliningrads filharmoni är inrymd i en tidigare katolsk kyrka, uppförd 1907 och restaurerad efter kriget. 
Dramatiska teatern uppfördes ursprungligen 1910 under den tyska epoken och återuppfördes 1960 efter att ha förstörts till större delen i kriget. Kolonnaden uppfördes med Bolsjojteatern i Moskva som förebild.
Kaliningrads dockteater, Kaliningradski teatr kukol, är sedan 1975 inrymd i den nyromanska tidigare Luisenkirche, uppförd 1901.

## Frihandelszon
Kaliningrad är en frihandelszon. Regionen har speciella avtal med de baltiska staterna för att den ryska inrikestrafiken ska fungera. Här pågår omförhandlingar på grund av att Polen och Litauen har gått med i EU, vilket komplicerar bilden för Ryssland. Numera krävs till exempel visum för ryska medborgare till Litauen, vilket inte krävdes tidigare.

## Stadsdistrikt
Kaliningrad är indelat i tre stadsdistrikt.
| Stadsdistrikt | Invånarantal 9 oktober 2002 | Invånarantal 14 oktober 2010 | Invånarantal 1 januari 2015 |
| ------------- | --------------------------- | ---------------------------- | --------------------------- |
| Baltijskij¹   | 68 664                      | Ingen uppgift                | Ingen uppgift               |
| Leningradskij | 152 541                     | 159 771                      | 167 806                     |
| Moskovskij    | 85 507                      | 152 165                      | 158 441                     |
| Oktiabrskij¹  | 43 252                      | Ingen uppgift                | Ingen uppgift               |
| Tsentralnyj   | 80 039                      | 119 966                      | 127 214                     |
| TOTALT        | 430 003                     | 431 902                      | 453 461                     |

¹ Distrikten Baltijskij och Oktiabrskij är numera sammanslagna med de andra distrikten.

## Klimat
|                                            | Jan  | Feb  | Mar  | Apr  | Maj  | Jun  | Jul  | Aug  | Sep  | Okt  | Nov | Dec  |
| ------------------------------------------ | ---- | ---- | ---- | ---- | ---- | ---- | ---- | ---- | ---- | ---- | --- | ---- |
| Normaldygnets maximitemperaturs medelvärde | −0,7 | 0,3  | 4,7  | 10,9 | 17,2 | 20,6 | 21,8 | 21,6 | 17,3 | 12,0 | 5,7 | 1,6  |
| Normaldygnets minimitemperaturs medelvärde | −5,8 | −5,2 | −2,1 | 2,2  | 7,0  | 10,9 | 12,8 | 12,3 | 9,1  | 5,3  | 1,2 | −3,1 |
|                                            |      |      |      |      |      |      |      |      |      |      |     |      |
| Nederbörd                                  | 57   | 40   | 43   | 37   | 53   | 71   | 80   | 90   | 89   | 79   | 91  | 73   |

| Diagram | temperaturer i °C • månadsnederbörd i mm • Källa: World Weather Information Service | temperaturer i °C • månadsnederbörd i mm • Källa: World Weather Information Service | temperaturer i °C • månadsnederbörd i mm • Källa: World Weather Information Service | temperaturer i °C • månadsnederbörd i mm • Källa: World Weather Information Service | temperaturer i °C • månadsnederbörd i mm • Källa: World Weather Information Service | temperaturer i °C • månadsnederbörd i mm • Källa: World Weather Information Service | temperaturer i °C • månadsnederbörd i mm • Källa: World Weather Information Service | temperaturer i °C • månadsnederbörd i mm • Källa: World Weather Information Service | temperaturer i °C • månadsnederbörd i mm • Källa: World Weather Information Service | temperaturer i °C • månadsnederbörd i mm • Källa: World Weather Information Service | temperaturer i °C • månadsnederbörd i mm • Källa: World Weather Information Service | temperaturer i °C • månadsnederbörd i mm • Källa: World Weather Information Service |
|         | 57 -1 -6                                                                            | 40 0 -5                                                                             | 43 5 -2                                                                             | 37 11 2                                                                             | 53 17 7                                                                             | 71 21 11                                                                            | 80 22 13                                                                            | 90 22 12                                                                            | 89 17 9                                                                             | 79 12 5                                                                             | 91 6 1                                                                              | 73 2 -3                                                                             |

## Framträdande personer från Königsberg/Kaliningrad
- Immanuel Kant, filosof
- Erich von Drygalski, upptäcktsresande
- Oleg Gazmanov, född 1951, kompositör, poet, musikproducent, producent, sångare
- Christian Goldbach, född 1690, matematiker
- Christoph Hartknoch, historiker
- Gotthilf Heinrich Ludwig Hagen, fysiker
- David Hilbert, matematiker
- Ernst Theodor Amadeus Hoffmann, författare
- Friedrich Ludwig Zacharias Werner, dramatiker
- Gustav Robert Kirchhoff, fysiker
- Karl Rudolf König, fysiker
- Agnes Miegel, författare
- Ljudmila Putina, lärare, hustru till Vladimir Putin och Rysslands första dam 2000–2008 och 2012–2013
- Otto Wallach, kemist
- Käthe Kollwitz, konstnär
- Aleksandr Volkov, tennisspelare